# A Family Thing (Private Practice)
A Family Thing é o primeiro episódio da segunda temporada da série de televisão americana Private Practice, spin-off de Grey's Anatomy. Estreou na Rede ABC nos Estados Unidos em 1 de Outubro de 2008.

## Sinopse
Dra. Addison passa por uma crise de consciência quando uma mãe grávida deseja induzir um parto prematuro para colher o sangue do cordão umbilical do bebê numa tentativa desesperada de salvar seu filho de 8 anos diagnosticado com leucemia. Cooper está cuidando de um paciente de 14 anos que se diz pronto para fazer sexo… porém, os pais escondem do garoto que ele é soropositivo. Addison descobre que Naomi está escondendo de todos que a clínica está passando por problemas financeiros.

## Músicas
- Groove Is in the Heart – Deee-Lite
- 10 AM Automatic – The Black Keys
- Dizzy Spells – Ryan Auffenberg
- Maybe Maybe – Nico Stai
- Mercy, Mercy – Don Covay & The Goodtimers
- On and On and On – Wilco

## Produção
| Betsy Beers          | Produtor executivo    |
| Steve Blackman       | Produtor co-executivo |
| Jon Cowan            | Produtor executivo    |
| Ayanna Floyd         | Co-produtor           |
| Mark Gordon          | Produtor executivo    |
| Ann Kindberg         | Produtor              |
| Marti Noxon          | Produtor executivo    |
| Michael Ostrowski    | Produtor co-executivo |
| Scott Printz         | Co-produtor           |
| Shonda Rhimes        | Produtor executivo    |
| Robert L. Rovner     | Produtor executivo    |
| Lauren Schmidt       | Produtor              |
| Mark Tinker          | Produtor executivo    |
| Craig Turk           | Produtor supervisor   |
| Hans van Doornewaard | Produtor associado    |
| Chris Van Dusen      | Produtor associado    |
| Mark Wilding         | Produtor executivo    |

## A série
Private Practice é um drama médico que estreou em 26 de setembro de 2007 na Rede ABC. Spin-off de Grey's Anatomy, a série narra a vida da Dra. Addison Montgomery, interpretada por Kate Walsh, quando ela deixa o Seattle Grace Hospital, a fim de participar de um consultório particular em Los Angeles. A série foi criada por Shonda Rhimes, que também serve como produtora executiva ao lado de Betsy Beers, Mark Gordon, Mark Tinker, Jon Cowan e Robert Rovner.